# Bầu cử tổng thống Armenia 2022
Cuộc bầu cử tổng thống sớm được tổ chức tại Armenia vào ngày 3 tháng 3 năm 2022, sau khi Tổng thống Armen Sarkissian từ chức vào ngày 23 tháng 1 năm 2022.

## Kết quả
| Ứng cử viên                     | Ứng cử viên                  | Đảng                         | Vòng đầu  | Vòng đầu | Vòng hai  | Vòng hai |
| Ứng cử viên                     | Ứng cử viên                  | Đảng                         | Phiếu bầu | %        | Phiếu bầu | %        |
| ------------------------------- | ---------------------------- | ---------------------------- | --------- | -------- | --------- | -------- |
|                                 | Vahagn Khachaturyan          | Độc lập                      | 69        | 100.00   | 71        | 100.00   |
| Chống                           | Chống                        | Chống                        | 0         | 0.00     | 0         | 0.00     |
| Tổng cộng                       | Tổng cộng                    | Tổng cộng                    | 69        | 100.00   | 71        | 100.00   |
|                                 |                              |                              |           |          |           |          |
| Phiếu bầu hợp lệ                | Phiếu bầu hợp lệ             | Phiếu bầu hợp lệ             | 69        | 100.00   | 71        | 100.00   |
| Phiếu bầu không hợp lệ/trống    | Phiếu bầu không hợp lệ/trống | Phiếu bầu không hợp lệ/trống | 0         | 0.00     | 0         | 0.00     |
| Tổng cộng phiếu bầu             | Tổng cộng phiếu bầu          | Tổng cộng phiếu bầu          | 69        | 100.00   | 71        | 100.00   |
| Cử tri phiếu bầu đã đăng ký     | Cử tri phiếu bầu đã đăng ký  | Cử tri phiếu bầu đã đăng ký  | 107       | 64.49    | 107       | 66.36    |
| Nguồn: News.am, RadioFreeEurope |                              |                              |           |          |           |          |